# Rote Liste gefährdeter Reptilien Japans
Die Rote Liste gefährdeter Reptilien Japans wird durch das Japanische Umweltministerium veröffentlicht. Andere untersuchte Wildtier- und Pflanzenarten werden ebenfalls in separaten Listen veröffentlicht und in der Roten Liste gefährdeter Arten Japans zusammengefasst. Die Unterkategorien sind für die Tierarten Säugetiere, Vögel, Amphibien, Reptilien, Brack-/Süßwasserfische, Insekten, Land-/Süßwassermollusken und andere wirbellose Tiere, sowie für die Pflanzenarten Gefäßpflanzen, Moos, Algen, Flechten und Pilze.
Die Gesamtüberprüfung der gefährdeten Arten wird ungefähr alle fünf Jahre durchgeführt. Ab 2015 werden Arten deren Gefährdungskategorie aufgrund einer Verschlechterung des Lebensraums oder ähnlichem erneut untersucht werden müssen, jederzeit nach Bedarf einzeln überarbeitet. Die letzte überarbeitete Ausgabe ist die Rote Liste 2020. Dabei wurden insgesamt 100 Reptilienarten bzw. -unterarten untersucht und in Gefährdungskategorien unterteilt. Diese sind im Folgenden aufgelistet.

## Gefährdungskategorien
- EX: Extinct (nach dem Jahr 1500 ausgestorben)
- EW: Extinct in the Wild (in der Natur ausgestorben)
- CR: Critically Endangered (vom Aussterben bedroht)
- EN: Endangered (stark gefährdet)
- VU: Vulnerable (gefährdet)
- NT: Near Threatened (potenziell gefährdet)
- DD: Data Deficient (ungenügende Datengrundlage)
- LP: Locally endangered Population – Regional isolierte Populationen mit hohem Aussterberisiko

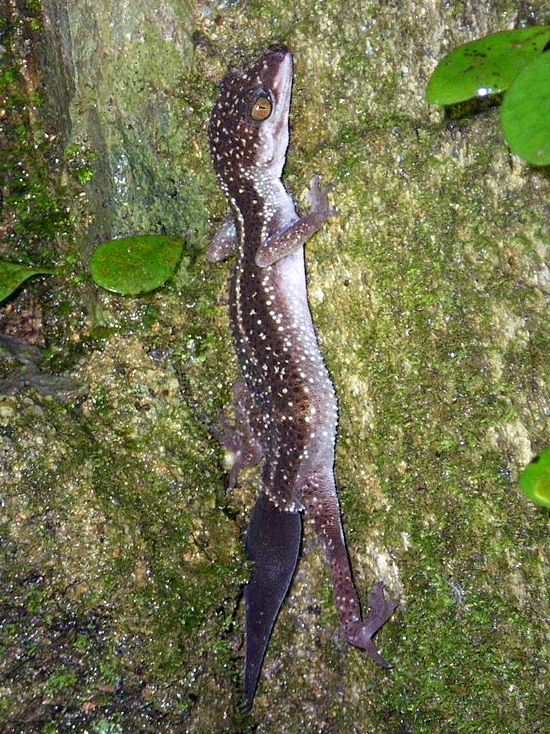
Okinawa-Krallengecko
(Goniurosaurus kuroiwae)

| Jahr | Anzahl Arten | EX | EW | CR | EN | VU | NT | DD | Summe EX – DD | LP | Anmerkungen                         |
| ---- | ------------ | -- | -- | -- | -- | -- | -- | -- | ------------- | -- | ----------------------------------- |
| 1997 | –            | 0  | 0  | 2  | 5  | 11 | 9  | 1  | 28            | 2  | 2. Rote Liste                       |
| 2007 | 98           | 0  | 0  | 3  | 10 | 18 | 17 | 5  | 53            | 3  | 3. Rote Liste                       |
| 2012 | 98           | 0  | 0  | 4  | 9  | 23 | 17 | 3  | 56            | 5  | 4. Rote Liste                       |
| 2015 | 98           | 0  | 0  | 4  | 9  | 23 | 17 | 3  | 56            | 5  | 1. Überarbeitung der 4. Roten Liste |
| 2017 | 100          | 0  | 0  | 4  | 9  | 24 | 17 | 4  | 58            | 5  | 2. Überarbeitung der 4. Roten Liste |
| 2018 | 100          | 0  | 0  | 5  | 9  | 23 | 17 | 4  | 58            | 5  | 3. Überarbeitung der 4. Roten Liste |
| 2019 | 100          | 0  | 0  | 5  | 9  | 23 | 17 | 4  | 58            | 5  | 4. Überarbeitung der 4. Roten Liste |
| 2020 | 100          | 0  | 0  | 5  | 9  | 23 | 17 | 3  | 57            | 5  | 5. Überarbeitung der 4. Roten Liste |

## Vom Aussterben bedroht (CR)
5 Arten:

- Okinawa-Krallengecko (Goniurosaurus kuroiwae orientalis, jap. マダラトカゲモドキ, Madara-Tokagemodoki)
- Okinawa-Krallengecko (Goniurosaurus kuroiwae toyamai, jap. イヘヤトカゲモドキ, Iheya-Tokagemodoki)
- Okinawa-Krallengecko (Goniurosaurus kuroiwae yamashinae, jap. クメトカゲモドキ, Kume-Tokagemodoki)
- Takydromus toyamai (jap. ミヤコカナヘビ, Miyako-Kanahebi) – auf den Miyako-Inseln endemische Art der Langschwanzeidechsen[14]
- Opisthotropis kikuzatoi (jap. キクザトサワヘビ, Kikuzato-Sawahebi) – auf der Insel Kume-jima endemische Wassernatter

## Stark gefährdet (EN)
9 Arten:

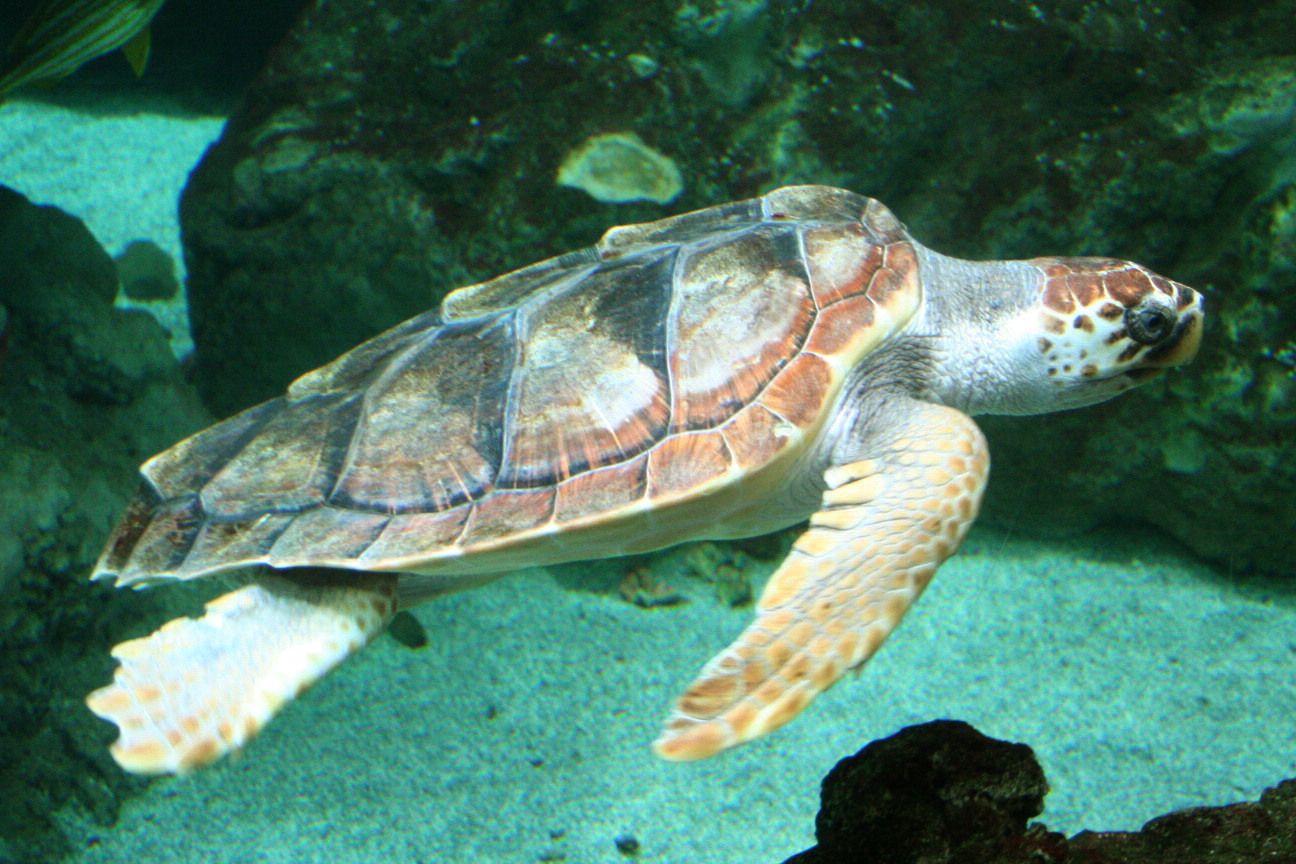
Unechte Karettschildkröte

- Unechte Karettschildkröte (Caretta caretta, jap. アカウミガメ, Aka-Umigame)
- Echte Karettschildkröte (Eretmochelys imbricata, jap. タイマイ, Taimai)
- Okinawa-Krallengecko (Goniurosaurus kuroiwae sengokui, jap. ケラマトカゲモドキ, Kerama-Tokagemodoki)
- Goniurosaurus splendens (jap. オビトカゲモドキ, Obi-Tokagemodoki)
- Plestiodon takarai (jap. センカクトカゲ, Senkaku-Tokage)
- Calamaria pfefferi (jap. ミヤコヒメヘビ, Miyako-Hime-Hebi)
- Elaphe carinata carinata (jap. シュウダ, Shūda)
- Elaphe carinata yonaguniensis (jap. ヨナグニシュウダ, Yonaguni-Shūda)
- Hebius concelarus (jap. ミヤコヒバァ, Miyako-Hibā)

## Gefährdet (VU)
23 Arten:

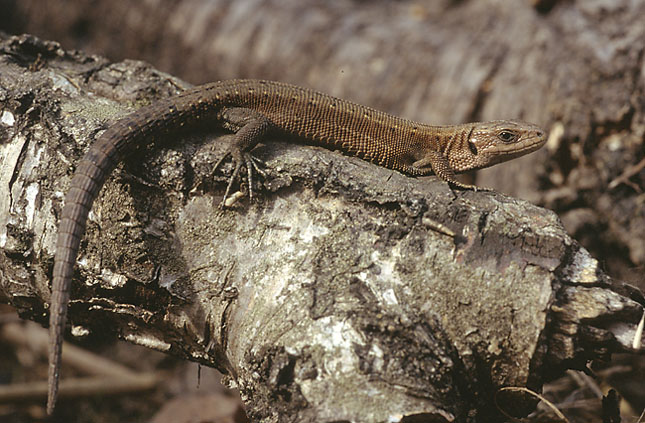
Waldeidechse

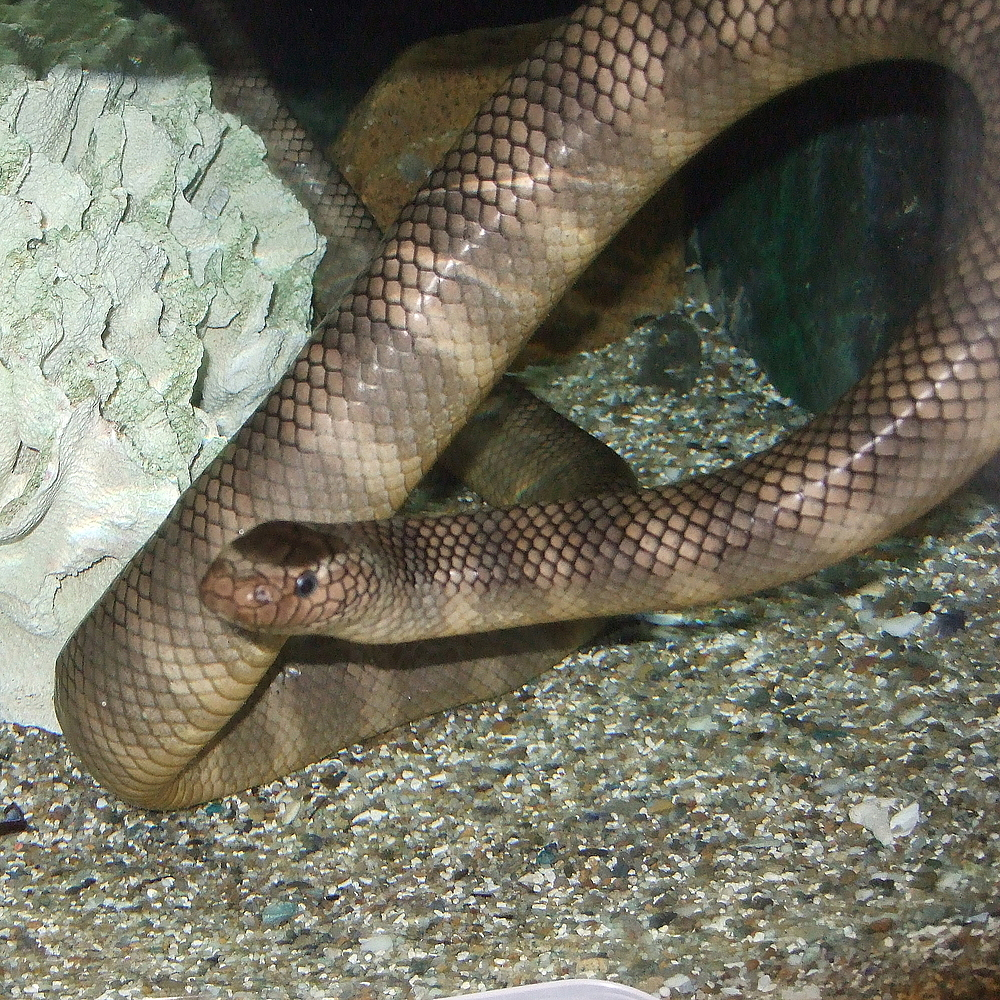
Halbgebänderter Plattschwanz

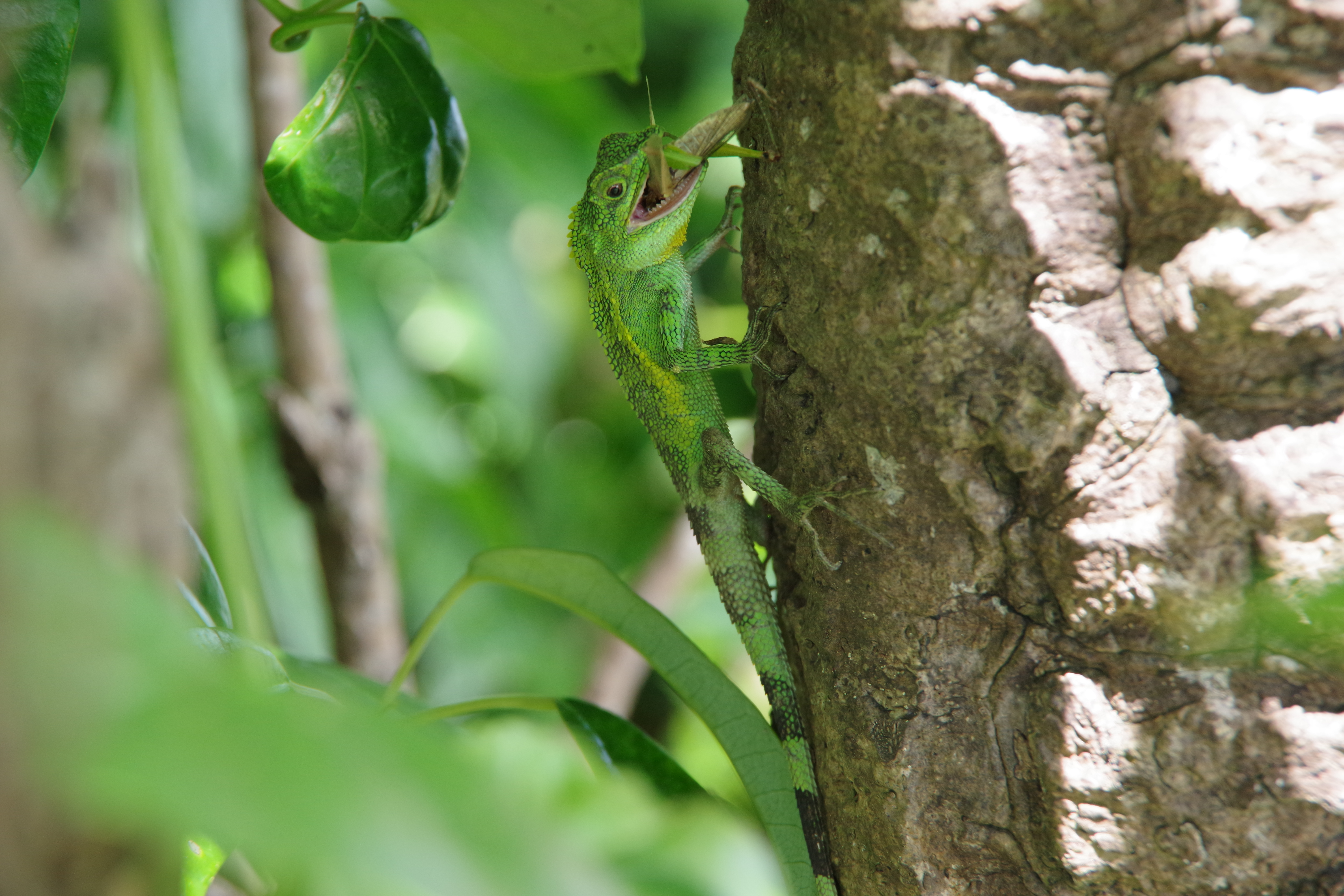
Diploderma polygonatum polygonatum

- Grüne Meeresschildkröte (Chelonia mydas mydas, jap. アオウミガメ, Ao-Umigame)
- Gelbrand-Scharnierschildkröte (Cuora flavomarginata evelynae, jap. ヤエヤマセマルハコガメ, Yaeyamasemaruhakogame)
- Japanische Zacken-Erdschildkröte (Geoemyda japonica, jap. リュウキュウヤマガメ, Ryūkyū-Yamagame)
- Gelbe Sumpfschildkröte (Mauremys mutica kami, jap. ヤエヤマイシガメ, Yaeyama-Ishigame)
- Okinawa-Krallengecko (Goniurosaurus kuroiwae kuroiwae, jap. クロイワトカゲモドキ, Kuroiwa-Tokagemodoki)
- Gekko yakuensis (jap. ヤクヤモリ, Yaku-Yamori)
- Bowrings Gecko (Hemidactylus bowringii, jap. タシロヤモリ, Tashiro-Yamori)
- Perochirus ateles (jap. ミナミトリシマヤモリ, Minami-Torishima-Yamori)
- Diploderma polygonatum donan (jap. ヨナグニキノボリトカゲ, Yonaguni-Kinobori-Tokage)
- Diploderma polygonatum polygonatum (jap. オキナワキノボリトカゲ, Okinawa-Kinobori-Tokage)
- Mangroven-Schlankskink (Unterart Emoia atrocostata atrocostata, jap. ミヤコトカゲ, Miyako-Tokage)
- Plestiodon barbouri (jap. バーバートカゲ, Bābā-Tokage)
- Plestiodon kishinouyei (jap. キシノウエトカゲ, Kishinoue-Tokage)
- Plestiodon marginatus (jap. オキナワトカゲ, Okinawa-Tokage)
- Sakishima-Langschwanzeidechse (Takydromus dorsalis, jap. サキシマカナヘビ, Sakishima-Kanahebi)
- Waldeidechse (Zootoca vivipara, jap. コモチカナヘビ, Komochi-Kanahebi)
- Braune Riednatter, Unterart Calamaria pavimentata miyarai (jap. ミヤラヒメヘビ, Miyara-Hime-Hebi)
- Schönnatter (Elaphe taeniura schmackeri, jap. サキシマスジオ, Sakishima-Sujio)
- Achalinus formosanus chigirai (jap. ヤエヤマタカチホヘビ, Yaeyama-Takachiho-Hebi)
- Japanische Schildkrötenkopf-Seeschlange (Emydocephalus ijimae, jap. イイジマウミヘビ, Iijima-Umihebi)
- Gewöhnlicher Plattschwanz (Laticauda laticaudata, jap. ヒロオウミヘビ, Hirō-Umihebi)
- Halbgebänderter Plattschwanz (Laticauda semifasciata, jap. エラブウミヘビ, Erabu-Umihebi)
- MacClellands Korallenschlange, Unterart Sinomicrurus macclellandi iwasakii (jap. イワサキワモンベニヘビ, Iwasaki-Wamonbeni-Hebi)

## Potenziell gefährdet (NT)
17 Arten:

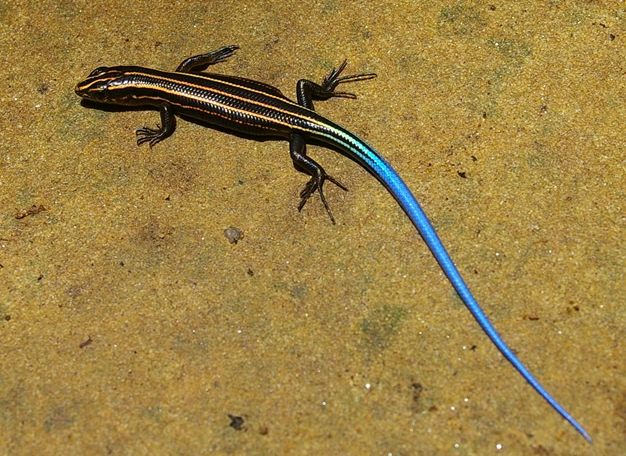
Plestiodon stimpsonii auf Iriomote-jima

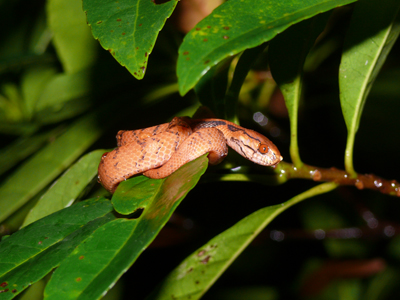
Pareas iwasakii – auf den Yaeyama-Inseln endemisch

- Japanische Sumpfschildkröte (Mauremys japonica, jap. ニホンイシガメ, Nihon-Ishigame)
- Gekko shibatai (jap. タカラヤモリ, Takara-Yamori)
- Gekko sp.1 (jap. オキナワヤモリ, Okinawa-Yamori)
- Gekko tawaensis (jap. タワヤモリ, Tawa-Yamori)
- Diploderma polygonatum ishigakiense (jap. サキシマキノボリトカゲ, Sakishima-Kinobori-Tokage)
- Cryptoblepharus boutonii nigropunctatus (jap. オガサワラトカゲ, Ogasawara-Tokage)
- Plestiodon oshimensis  (jap. オオシマトカゲ, Ōshima-Tokage)
- Plestiodon stimpsonii (jap. イシガキトカゲ, Ishigaki-Tokage)
- Amurschnellläufer (Takydromus amurensis, jap. アムールカナヘビ, Amūru-Kanahebi)
- Cyclophiops herminae (jap. サキシマアオヘビ, Sakishima-Aohebi)
- Dinodon rufozonatum rufozonatum (jap. アカマダラ, Aka-Madara)
- Lycodon ruhstrati multifasciatus (jap. サキシマバイカダ, Sakishima-Baikada)
- Pareas iwasakii (jap. イワサキセダカヘビ, Iwasaki-Sedaka-Hebi)
- Achalinus werneri (jap. アマミタカチホヘビ, Amami-Takachiho-Hebi)
- Sinomicrurus japonicus boettgeri (jap. ハイ, Hai)
- Sinomicrurus japonicus japonicus (jap. ヒャン, Hyan)
- Tokara-Habu (Protobothrops tokarensis, jap. トカラハブ, Tokara-habu)

## Ungenügende Datengrundlage (DD)
3 Arten:

- Chinesische Weichschildkröte (Pelodiscus sinensis japonicus, jap. ニホンスッポン, Nihon-Suppon)
- Plestiodon kuchinoshimensis (jap. クチノシマトカゲ, Kuchinoshima-Tokage)
- Hebius vibakari danjoensis (jap. ダンジョヒバカリ, Danjo-Hibakari)

## Lokal vom Aussterben bedrohte Population (LP)
5 Arten:

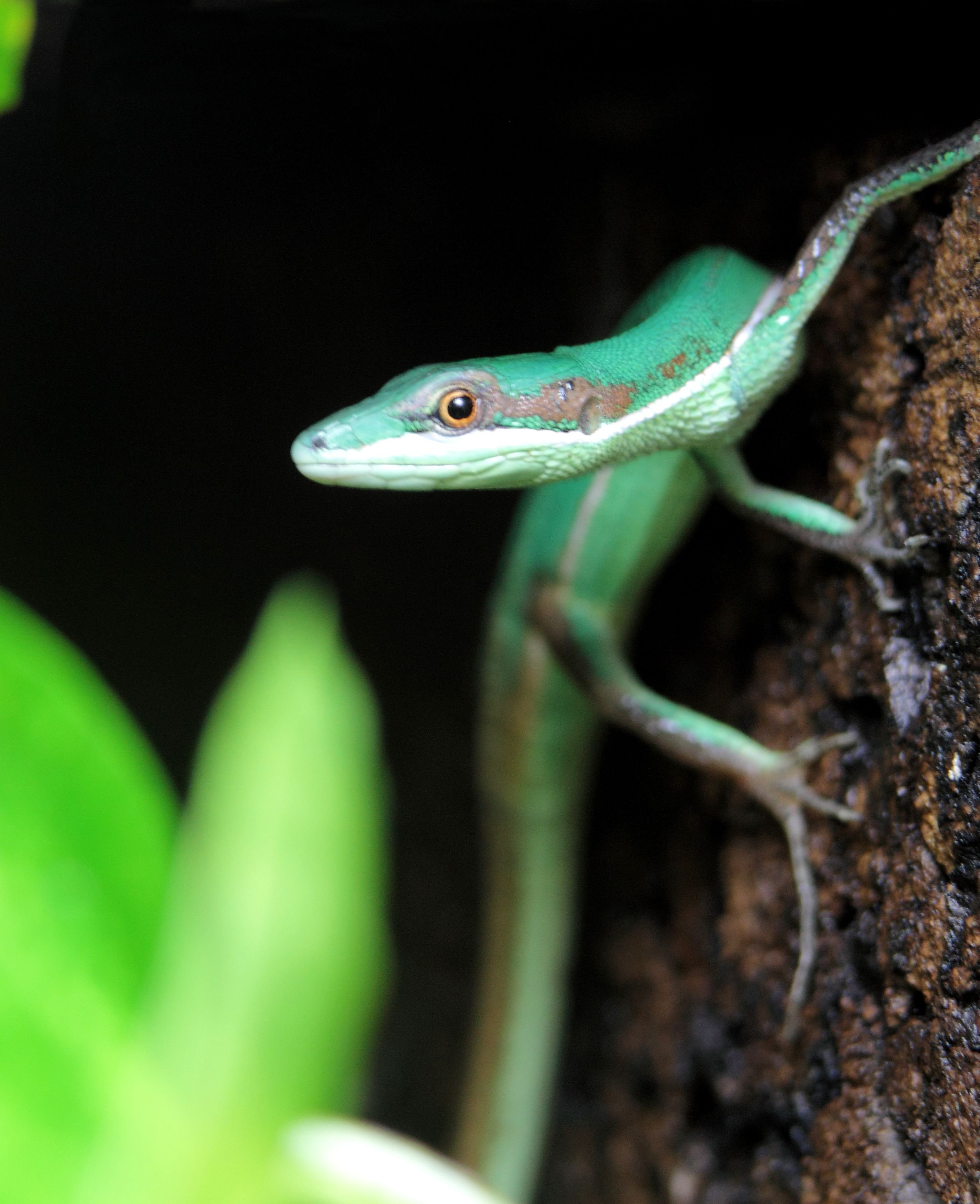
Grüne Langschwanzeidechse

- Jungferngecko (Lepidodactylus lugubris, jap. オガサワラヤモリ, Ogasawara-Yamori) auf den Daitō-Inseln
- Ateuchosaurus pellopleurus (jap. ヘリグロヒメトカゲ, Herigurohime-Tokage) auf Mishima
- Plestiodon latiscutatus (jap. オカダトカゲ, Okada-Tokage) auf Miyake-jima, Hachijō-jima und Aogashima
- Grüne Langschwanzeidechse (Takydromus smaragdinus, jap. アオカナヘビ, Ao-Kanahebi) auf Okinoerabu-jima und Tokunoshima
- Dinodon rufozonatum walli (jap. サキシママダラ, Sakishima-Madara) auf den Miyako-Inseln